# N832 (België)
De N832 is een gewestweg in de Belgische provincie Luxemburg. De route verbindt de N865 ten zuiden van Cugnon met het centrum van het dorpje. De route heeft een lengte van ongeveer 500 meter en bestaat uit twee rijstroken voor beide rijrichtingen samen. Halverwege de route wordt de rivier Semois gepasseerd.